# 天道盟環南會
天道盟環南會，是臺灣三大犯罪組織之一的天道盟旗下的分會，並所屬於不倒會。

## 簡介
環南會；係「環河市場組合」、「會社尾」角頭份子組成，早期在萬華環南市場一帶為主要勢力。目前，總部設在萬華，分會遍佈板橋、土城、新莊、三峽、樹林、鶯歌等大台北地區為其活動範圍。
環南會，前身係「環河市場組合」的地方角頭。1975年間環南市場興建完成後，原鄭州路底之雞鴨家禽市場等攤販遷入，因制度規劃不良，使原鄭州路市場內之不良份子即乘隙隨市場之遷移而將勢力引入，其後該「環河市場組合」的首要份子黃○生、施○義二人相繼死亡後，組織成散沙狀態，成員人數亦不定，可能與該組織部分成員身分與萬華角頭「會社尾」仍有重疊的關係。
1994年，「環河市場組合」要角徐明戰（綽號環南明、番仔明，原為彰化人），在1994年接受管訓期間，為天道盟不倒會所吸收，環南明出獄後的1995年間與林○通、薛○雄、「諒仔」、「海場」、「雞仔」、「羅三」、「俊雄」等20餘名「環河市場組合」及「會社尾」成員共同成立環南會，環南明任會長、薛○興（綽號：「貓仔」）為負責會計與討債事務，大哥為詹○雄、圍○麟二人，活動範圍主要仍然在萬華地區，在環南市場及環南家禽市場內經營賭場生意及收取保護費，因有傳統角頭組織的習性，因此地域性極強，也極少到北市其他地區活動，加上後來「環南明」在治平專案出獄後行事轉趨低調，因此環南會不若天道盟其他會名氣大。
1995年12月、羅福助以無黨籍身分當選立法委員，他在政壇6年（1996年至2002年）期間，天道盟勢力大幅擴張，陸續在全台成立「同心會」「文山會」「天鷹會」「天德會」「環南會」等，一時黑幫勢力壯大。
期間環南會逐漸組織化，並拓展勢力範圍。目前，該會另外有分會依附在其下，萬華分會，二林分會，三樹鶯分會，萬華區為最大勢力之一。數年前環南會曾與竹聯幫梅花堂火拼，至新莊梅花堂砸堂口，後又遭梅花堂至其窯口放槍報復，原本一場黑道火拼即將展開，經刑事局監控及協調後作罷，彰化縣的二林會會長也因此被提報治平，而他也是藝人丁寧的胞弟。。

## 歷任會長
- 初任：徐明戰 ( 綽號「環南明」)
- 第二任：邱明忠（綽號「崁忠」）

## 高層幹部
- 副會長：蘇獻堂
- 組長：林春生
- 萬華分會會長：
- 三樹鶯分會長：阿良
- 三樹鶯副會長：志偉
- 三樹鶯總組長：羅卓子巽 (綽號「筍子」)